# Cathédrale d'Ascoli Piceno
La cathédrale d'Ascoli Piceno est une église catholique romaine d'Ascoli Piceno, en Italie. Il s'agit de la cathédrale du diocèse d'Ascoli Piceno.
La cathédrale (construite au XVe siècle) flanquée d'un baptistère, dédiée à San Emidio, patron de la ville et protecteur de la ville contre les tremblements de terre, abrite deux œuvres remarquables, un polyptyque (chef-d'œuvre de Carlo Crivelli) et un bas relief en argent du XIVe siècle comportant 27 panneaux retraçant la vie du Christ. La crypte abrite, dans des sarcophages, les restes de Saint Emidio, évêque et patron de la ville et de tous les évêques d'Ascoli depuis le Moyen Âge. La Porta della Musa est une réalisation de la Renaissance tardive. La grandiose façade Renaissance de la Cathédrale a été édifiée par Cola Amatrice. L'orgue de tribune a été construit en 1873 par Vincenzo, Giovanni et Enrico Paci : il comporte 34 jeux répartis sur 2 claviers et un pédalier, installé sur une belle tribune.

## Images

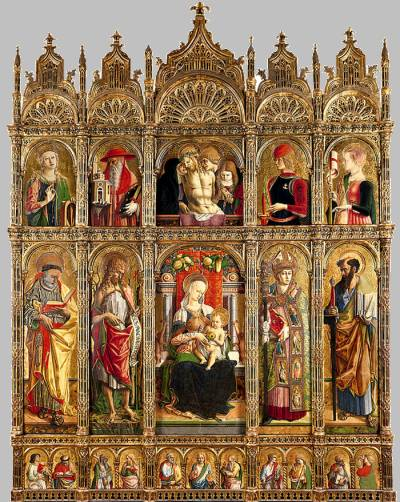
Polyptyque de la Cathédrale de Sant’Emidio, Carlo Crivelli, 1475.
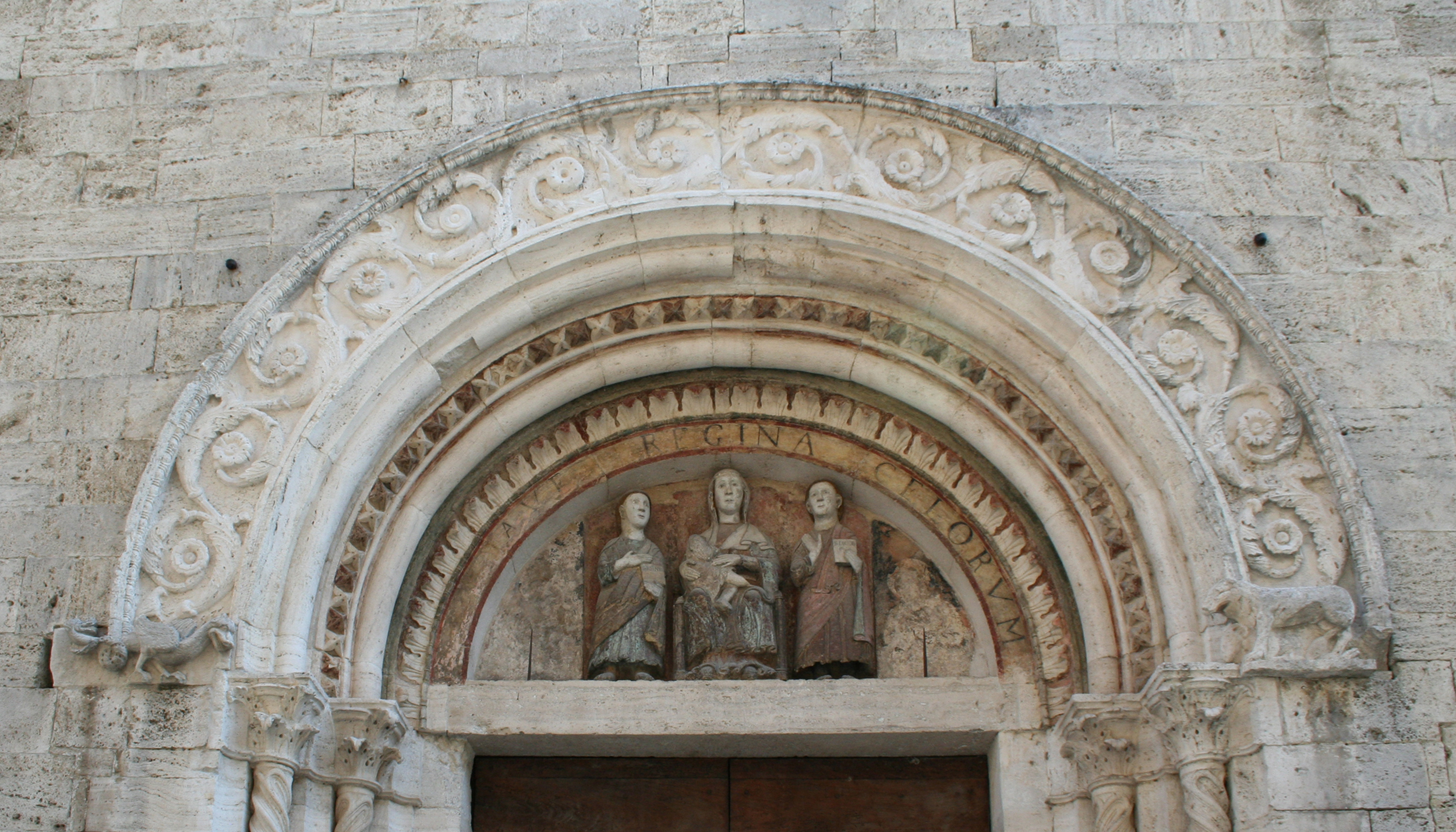
Lunette du XIe siècle de san Giacomo Apostolo.
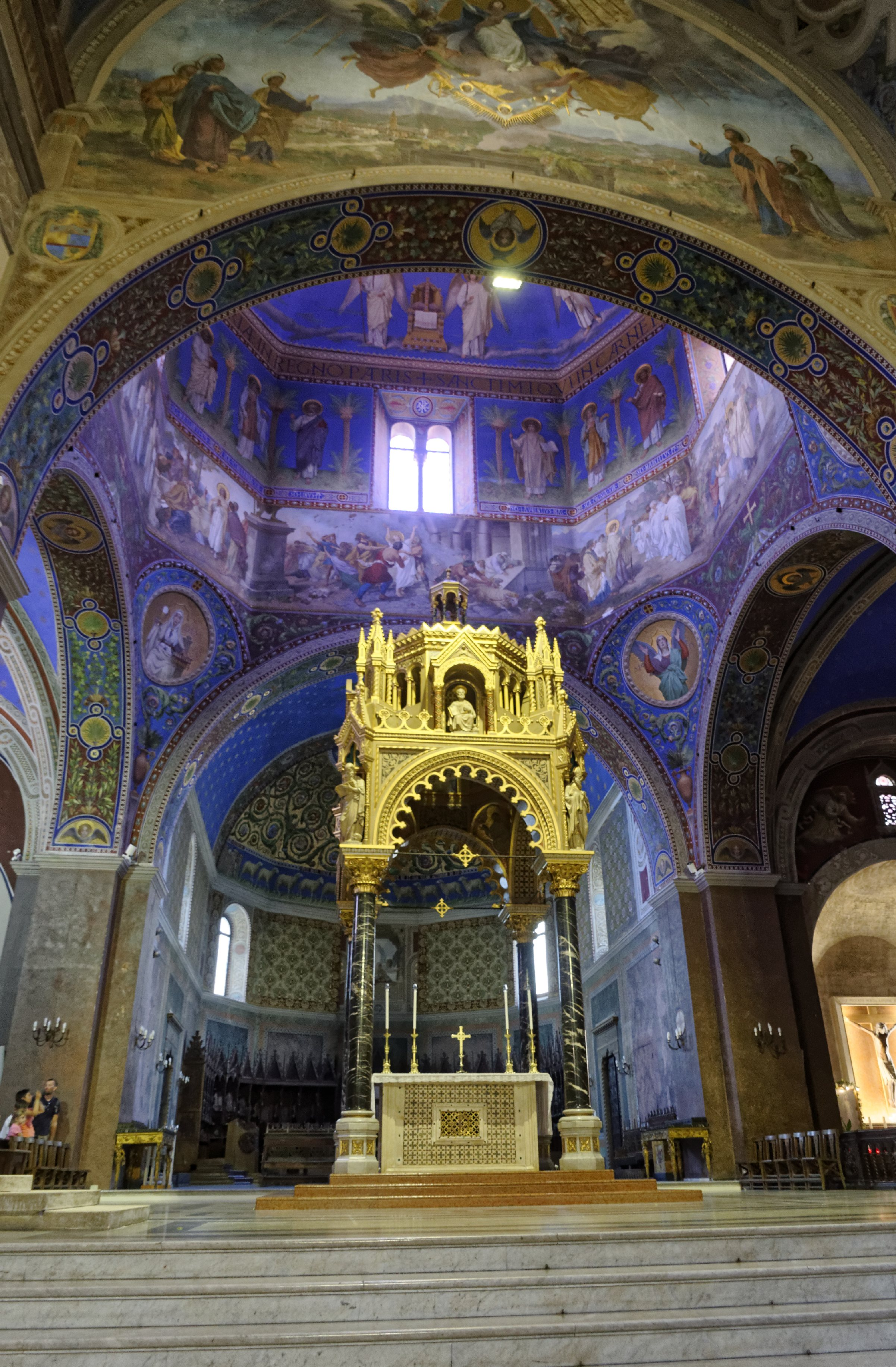
Duomo d’Ascoli Piceno.